# Zaprionus inermis
Zaprionus inermis är en tvåvingeart som beskrevs av Collart 1937. Zaprionus inermis ingår i släktet Zaprionus och familjen daggflugor. Inga underarter finns listade i Catalogue of Life.